# 왕관군

C1과 C2는 멸종된 종의 줄기군(stem group)인 S1도 포함하는 분기군 T(전체군(total group) 또는 팬그룹(pan-group)) 내의 현존하는 종의 왕관군이다. 왕관군인 C1과 줄기군인 S1이 전체군인 T1을 형성한다. T1과 C2는 자매군이다.

왕관군(王冠群, 영어: crown group) 또는 왕관 집합(王冠集合, 영어: crown assemblage)은 계통분류학에서 무리의 살아 있는 대표자, 무리의 가장 최근의 공통 조상 및 가장 최근의 공통 조상의 모든 후손으로 구성된 종의 무리이다. 따라서 이는 한 종과 현존하거나 멸종된 모든 후손으로 구성된 그룹인 계통군을 정의하는 방법이다. 예를 들어 네오르니스(새)는 모든 현생 조류의 가장 최근의 공통 조상과 현존하거나 멸종된 모든 후손을 포함하는 왕관군으로 정의될 수 있다.

## 같이 보기
- 계통분류학
- 계통군
- 자매군

## 더 읽을거리
- Budd, G. (2001), “Climbing Life's Tree”, 《Nature》 412 (6846): 487, Bibcode:2001Natur.412..487B, doi:10.1038/35087679, PMID 11484029, S2CID 27322225
- Budd, G. E. (2001), “Tardigrades as 'stem-group' Arthropods: the Evidence from the Cambrian Fauna”, 《Zoologischer Anzeiger》 240 (3–4): 265–279, doi:10.1078/0044-5231-00034